# シャバーズ・シャリフ
- シャバーズ・シャリフ[1]
- シャバズ・シャリフ[2]
- シャバズ・シャリーフ[3]

ミヤーン・ムハンマド・シャバーズ・シャリフ（英語: Mian Muhammad Shehbaz Sharif、パンジャーブ語 ・ ウルドゥー語: میاں محمد شہباز شریف、1951年9月23日 - ）は、パキスタンの政治家。第24代（2022年 - 23年）、第25代（2024年 - ）首相。パキスタン・ムスリム連盟ナワーズ・シャリーフ派 (PML-N) 総裁。以前にパンジャーブ州首相を3度務め、パンジャーブ州の最長の首相になった。
兄は首相を3度務めたナワーズ・シャリーフ。

## 経歴
1951年9月23日にパンジャーブ州ラホールで生まれる。1988年にパンジャーブ州議会議員、1990年に国民議会議員にそれぞれ初当選。1993年に再びパンジャーブ州議会議員に転じ、野党院内総務に指名された。1997年2月20日、国内で最も人口の多い州であるパンジャーブ州の首相に選出されたが、1999年のクーデターでサウジアラビアに亡命。2007年に帰国した。2008年の総選挙でPML-Nがパンジャーブ州において勝利すると、再び州首相となった。州首相には2013年の総選挙後にも再選され、2018年の総選挙でPML-Nが敗れるまで在任した。首相在任中は有能で仕事熱心であるとして、高い評価を受けていた。兄のナワーズ・シャリーフがパナマ文書のスキャンダルで公職を解かれると、後任のPML-N総裁となり、2018年の総選挙後には野党院内総務にも指名された。
2019年12月、息子のハムザとともに国家説明責任局 (NAB) からマネーロンダリングの容疑で起訴され、23の不動産を凍結された。2020年9月28日にはNABによってラホール高等裁判所に収容されたが、2021年4月14日に保釈された。2022年10月12日、ラホールの特別裁判所は汚職とマネーロンダリングのすべての容疑に関して、シャバーズとハムザに無罪の判決を下した。それに先立つ4月11日には、首相イムラン・カーンへの不信任決議が可決されたことをうけて、後任の首相に指名されていた。